# Paul Leistenschneider
Paul Leistenschneider, né le 16 janvier 1907 à Basse-Yutz et mort le 9 avril 1999 à Paris, est un avocat et résistant français, Compagnon de la Libération. Mobilisé au début de la Seconde Guerre mondiale, il entreprend très tôt des actions au profit de la résistance puis rejoint la France libre pour devenir délégué militaire régional des régions de Montpellier, Toulouse et Lyon. Œuvrant à l'unification et au renforcement des mouvements de résistance actifs dans ses zones de responsabilité, il joue un grand rôle dans la libération de Lyon en septembre 1944.

## Biographie

### Jeunesse
Paul Leistenschneider naît le 16 janvier 1907 à Basse-Yutz, en Moselle, d'un père greffier au tribunal. Élevé dans le milieu judiciaire, il commence tout naturellement des études de droit et obtient une licence. Après son service militaire effectué dans l'infanterie de 1927 à 1928, il devient avocat.

### Seconde Guerre mondiale
Mobilisé en 1939, il participe à la drôle de guerre et à la bataille de France. Après l'armistice du 22 juin 1940, rattaché au 2e bureau de l'armée d'armistice, il s'engage rapidement dans des actes de résistance en intégrant le réseau Kléber. En novembre 1940, après l'annexion de sa Moselle natale, il bénéficie de l'imposition de la nationalité allemande qui lui permet de circuler librement en Allemagne et en Autriche. Il met à profit cette liberté pour fournir de précieux renseignements à son réseau. Mais menacé par les autorités allemandes, il décide de rejoindre la France libre à Londres. Passé en Espagne en novembre 1942, il est interné au camp de Miranda jusqu'en mars 1943 puis parvient à s'embarquer pour l'Angleterre où il s'engage dans les forces françaises libres et se porte volontaire pour des missions spéciales en France sous le pseudonyme de Carré.
Nommé délégué militaire régional (DMR) pour la région R3 (Montpellier), il est déposé par avion près de Lons-le-Saunier d'où il rejoint son affectation le 15 septembre 1943,. Dès lors il crée dans toute la région des équipes combattant et met en place un plan d'organisation. Son efficacité lui vaut d'être nommé DMR de la région R4 (Toulouse) en plus de la R3. La région R4 est riche en mouvements de résistance mais ceux-ci sont trop indépendants au regard de Londres. Paul Leistenschneider parvient cependant à les unifier et à organiser une action générale coordonnée. La gestapo l'ayant repéré, il échappe de justesse à une arrestation et se voit proposer de rentrer à Londres. Cependant, il préfère rester en France et est nommé DMR de la région R1 (Lyon),. Il assure alors la liaison entre le Kœnig, général en chef des forces françaises de l'intérieur (FFI), et Albert Chambonnet, chef régional FFI et s'assure de la bonne exécution des directives donné par Londres.
En juin 1944, après avoir assuré une courte mission de renseignement lors de l'attaque allemande sur le maquis du Vercors, il revient à Lyon où l'état-major régional FFI a été victime de nombreuses arrestations. Albert Chambonnet faisant partie des personnes capturées, Paul Leistenschneider assure l'intérim jusqu'à la nomination d'Alban Vistel. En août 1944, alors que les FFI entreprennent d'investir Lyon, Vistel et Leistenschneider constatent la supériorité des troupes allemandes et décide de prendre contact avec l'armée américaine et la 1re division française libre (1re DFL) avant de lancer toute offensive. Partant seul en moto, Paul Leistenschneider traverse une région infestée de patrouilles allemandes et parvient à rejoindre la 36e division américaine afin de convenir d'une attaque commune de Lyon. Dans le même temps, il parvient à prendre contact avec les chefs du maquis de l'Ain et du Grésivaudan afin de coordonner les opérations de libération au niveau régional. Forts des renseignements fournis par Leistenschneider, la 36e division US et la 1re DFL libèrent Lyon avec l'aide des FFI le 3 septembre 1944.
Nommé préfet délégué et secrétaire général de la police pour l'Alsace et Strasbourg en novembre 1944, il devient préfet titulaire une an plus tard et reste en place à Strasbourg jusqu'au début de l'année 1946. Il est promu lieutenant-colonel en juin de cette année, juste avant d'être démobilisé.

### Après-Guerre
Après la guerre, il devient directeur administratif de la Westinghouse Electric Company puis conseiller immobilier. Il est marié à Catherine Poulin en 1956 jusqu'à sa mort en 1999. Ils ont 2 enfants. Paul Leistenschneider meurt le 9 avril 1999 à Paris et est inhumé au cimetière de l'Est à Metz.

## Décorations
|  |  |  |  |  |  |
|  |  |  |  |  |  |

| Commandeur de la Légion d'honneur                | Commandeur de la Légion d'honneur                | Commandeur de la Légion d'honneur                | Compagnon de la Libération Par décret du 19 octobre 1945 | Compagnon de la Libération Par décret du 19 octobre 1945 | Compagnon de la Libération Par décret du 19 octobre 1945 | Croix de guerre 1939-1945 Avec une palme    | Croix de guerre 1939-1945 Avec une palme    | Croix de guerre 1939-1945 Avec une palme    |                                             |                                             |                                             |
| Médaille de la Résistance française Avec rosette | Médaille de la Résistance française Avec rosette | Médaille de la Résistance française Avec rosette | Médaille de la Résistance française Avec rosette         | Médaille de la Résistance française Avec rosette         | Médaille de la Résistance française Avec rosette         | Officier de l'Ordre de l'Empire britannique | Officier de l'Ordre de l'Empire britannique | Officier de l'Ordre de l'Empire britannique | Officier de l'Ordre de l'Empire britannique | Officier de l'Ordre de l'Empire britannique | Officier de l'Ordre de l'Empire britannique |